# Łukasz Pryga
Łukasz Pryga (né le 18 janvier 1985) est un athlète polonais spécialiste du sprint long. 

## Biographie

### Palmarès
| Date | Compétition                    | Lieu       | Résultat | Épreuve   | Performance   |
| ---- | ------------------------------ | ---------- | -------- | --------- | ------------- |
| 2003 | Championnats d'Europe juniors  | Tampere    | 2e       | 4 × 400 m | 3 min 08 s 62 |
| 2004 | Championnats du monde juniors  | Grosseto   | 6e       | 4 × 400 m | 3 min 07 s 20 |
| 2007 | Championnats d'Europe en salle | Birmingham | 3e       | 4 × 400 m | 3 min 08 s 14 |

### Records
| Épreuve    | Performance | Lieu           | Date         |
| ---------- | ----------- | -------------- | ------------ |
| 200 mètres | 21 s 34     | Wrocław        | 18 juin 2005 |
| 400 mètres | 46 s 97     | Biała Podlaska | 25 juin 2005 |